# 鉄道敷設法別表第1号
鉄道敷設法別表第1号（てつどうふせつほうべっぴょうだい1ごう）は、1922年（大正11年）4月11日に公布・施行された「鉄道敷設法」（大正11年法律第37号）別表に定められていた条文の一つ。
現在の青森県むつ市大字田名部から青森県むつ市大畑町を経由し、青森県下北郡大間町までを結ぶ計画で、このうち、青森県むつ市大字田名部から青森県むつ市大畑町までの間は、かつて省営鉄道大畑線・日本国有鉄道大畑線を経て下北交通大畑線として営業されていた。

## 原文
青森縣田名部ヨリ大畑ヲ經テ大間ニ至ル鐡道

## 現代風の表記
青森県田名部より大畑を経て大間に至る鉄道

## 開業区間

### 省営鉄道大畑線
- 1937年（昭和12年）XX月XX日
  - 第1期工事線として、下北 - 大畑間18.0km着工。

- 1939年（昭和14年）12月6日
  - 下北 - 大畑間18.0kmが省営鉄道大畑線として開業。

### 日本国有鉄道大畑線
- 1949年（昭和24年）6月1日
  - 「日本国有鉄道法」に基づき、国による直接経営から独立採算制の公共企業体へ改組した日本国有鉄道が発足した事に伴い、省営鉄道大畑線 下北 - 大畑間18.0kmが日本国有鉄道大畑線となる。

- 1968年（昭和43年）9月XX日 
  - 日本国有鉄道諮問委員会が提出した意見書により、「使命を終えた路線（赤字83線）」として、日本国有鉄道大畑線 下北 - 大畑間18.0kmの廃止を促される。

- 1981年（昭和56年）9月18日
  - 「日本国有鉄道経営再建促進特別措置法」に基づき、第1次特定地方交通線として、日本国有鉄道大畑線 下北 - 大畑間18.0kmの廃止が承認される。

- 1984年（昭和59年）XX月XX日
  - 南部縦貫鉄道（現在の南部縦貫）が「日本国有鉄道経営再建促進特別措置法」に規定される地方交通線で、バス転換が適当とされた旅客輸送密度4,000人未満の路線でありながら、特定地方交通線選定の上で除外条件となる平均乗車キロが30kmを超え、旅客輸送密度が1,000人/日以上に該当する事から特定地方交通線、そのものから除外された日本国有鉄道大湊線 野辺地 - 下北 - 大湊間58.4kmと日本国有鉄道大畑線 下北 - 大畑間18.0kmとを一元化する事を条件に日本国有鉄道大畑線 下北 - 大畑間18.0kmの引受けを表明。

- 1984年（昭和59年）XX月XX日 
  - 地元バス会社の下北バス（現在の下北交通）が南部縦貫鉄道に対抗し、経営地盤の防衛から日本国有鉄道大畑線 下北 - 大畑間18.0kmの引受けを表明。

- 1985年（昭和60年）7月1日
  - 日本国有鉄道大畑線 下北 - 大畑間18.0kmが廃止され、下北交通大畑線に転換される。 
    - ※バス会社の鉄道引受としては、これが唯一の例。

### 下北交通大畑線
- 1985年（昭和60年）7月1日 
  - 下北交通大畑線 下北 - 大畑間18.0km開業。

- 2001年（平成13年）4月1日
  - 下北交通大畑線 下北 - 大畑間18.0kmが廃止され、下北交通下北駅線 下北駅 - 大畑駅間に転換される。

## 廃止代替バス路線

### 下北交通下北駅線
- 2001年（平成13年）4月1日
  - 下北交通下北駅線 下北駅 - 大畑駅間、並びに田名部駅経由 下北駅 - 田名部駅 - 大畑駅間が開業。

- 200X年（平成XX年）4月1日 
  - 下北交通下北駅線 田名部駅経由 下北駅 - 田名部駅 - 大畑駅間が下北交通むつ線 むつバスターミナル - 大畑駅間と整理・統合され、廃止となる。

- 200X年（平成XX年）XX月XX日
  - 下北交通下北駅線 下北駅 - 大畑駅間廃止。

### 下北交通むつ線
- 200X年（平成XX年）4月1日
  - 下北交通下北駅線 田名部駅経由 下北駅 - 田名部駅 - 大畑駅間を整理・統合し、下北駅 - むつバスターミナル間延伸開業。
  - 下北駅 - 田名部高校前 - むつバスターミナル - 大畑駅間の運行を開始。

## 未開業区間

### 大間線
- 1939年（昭和14年）XX月XX日
  - 第2期工事線として、大畑 - 大間間着工。

- 194X年（昭和1X年）XX月XX日
  - 津軽海峡を睥睨する大間砲台への弾薬輸送路として、大間線 大畑 - 大間間が陸軍省の軍用鉄道の計画線に組み込まれる。

- 1943年（昭和18年）2月XX日 
  - 路盤の大半が完成し、終点の大間駅を除く各駅も建設され、僅かな未着工部分を残すのみとなっていたが、陸軍省が海上輸送の危険を避け、ビルマ戦線におけるの物資輸送の為のルートを確保する為に1942年（昭和17年）にタイ王国で建設を開始した泰緬鉄道へ大間線 大畑 - 大間間の建設に用いた資材を転用する事が決定した為、大畑 - 大間間の延伸工事を中断。

- 19XX年（昭和XX年）XX月XX日 
  - 青函隧道計画の東ルート案において、大畑 - 大間を通る事から、大間線 大畑 - 大間間が青函隧道計画の予定線に組み込まれる。

- 1968年（昭和43年）XX月XX日 
  - 青函隧道のルートが西側ルート案に決定した為、大間線 大畑 - 大間間が青函隧道計画の予定線から除外される。

## 鉄道先行バス路線
なし

## 近接するルートを走る民間バス路線

### 下北バス佐井線
- 19XX年（昭和XX年）XX月XX日 
  - 下北バス佐井線 大畑駅 – 大間間開業。

### 下北交通佐井線
- 1984年（昭和59年）2月XX日 
  - 下北バスが下北交通と社名を変更した事に伴い、大畑駅 – 大間間が下北交通佐井線となる。

## その他・特記事項
未成線となった 大間線 大畑 - 大間間は、1937年（昭和12年）に第1期工事線として着工され、1939年（昭和14年）12月6日に開業した大畑線 下北 - 大畑間18.0km に引き続き、第2期工事線として着工された。
やがて、戦時色が強まる中、大間線 大畑 - 大間の路線は、津軽海峡を睥睨する大間砲台への弾薬輸送路として陸軍省の軍用鉄道計画に組み込まれ、軍事路線としての性格を色濃くしていき、植民地下の朝鮮半島から強制連行された朝鮮人（国籍上は大日本帝国であるが）らによって戦時中も続けられた工事は、路盤の大半が完成。終点の大間駅を除く各駅も建設され、僅かな未着工部分を残すのみとなっていたが、陸軍省が海上輸送の危険を避け、ビルマ戦線の物資輸送の為のルートを確保する為、1942年（昭和17年）に建設を開始した泰緬鉄道（タイ王国）に資材が転用される事となってなり、1943年（昭和18年）2月に工事を中断して以後、再び工事計画に盛り込まれる事はなかった。また、青函隧道計画が持ち上がった際、その東ルート案では、この大間線 大畑 - 大間を通る事になっていた為、その予定線に盛り込まれていたが、1968年（昭和43年）に青函隧道のルートが現在の西側ルートに決定して以降、再びに盛り込まれる事はなかった。